# باته‌آ
باته‌آ (یونانی باستان: Βάτεια) دختر یا (به طور معمول) عمه  شاه توسر بود. او مادر ایلوس، اریکتونیوس و زاکینتوس بود. تپه ای در ترواد و شهر باته‌آ به نام او نامگذاری شد.